# Florent Marcellesi
Florent Marcellesi (Angers, 10 d'abril de 1979) és un polític i activista francès radicat a Espanya. Co-Portaveu Federal d'Equo des de 2020, va ser diputat al Parlament europeu entre 2016 i 2019, dins del grup d'Els Verds/ALE.

## Biografia
Nascut el 10 d'abril de 1979 a Angers, França, és fill d'un pare cors i una mare polonesa. Va estudiar enginyeria de camins a Lyon, i urbanisme a Sciences Po a París així com cooperació internacional a la Universitat del País Basc.
Implicat amb els Verds francesos des de 2002, Marcellesi, establert a Bilbao el 2004, es va afiliar a Berdeak-Los Verdes, un partit verd al País Basc, i va concórrer com a cap de llista d'aquest partit per a les eleccions municipals de 2007 a Bilbao. També va promoure la Plataforma per un Habitatge Digne i va ser membre de Desazkundea, un grup defensor de postulats decreixentistes.
Un dels membres del comitè fundacional que va crear Equo el 2011, al març de 2014 Marcellesi va guanyar les primàries del partir per a determinar el cap de llista de cara a les eleccions al Parlament Europeu de maig de 2014 a Espanya. Així, va concórrer segon a la llista de la coalició Primavera Europea encapçalada per Jordi Sebastià (de Compromís). Va esdevenir en membre del Parlament europeu l'11 d'octubre de 2016, després de la renúncia acordada de Sebastià (part de l'acord de coalició de 2014 entre Compromís i Equo).
Integrat dins dels grup polític Els Verds/Aliança Lliure Europea (Els Verds/ALE), Marcellesi va ser membre del Comitè d'Agricultura i Desenvolupament Rural, el Comitè de Drets de les Dones i Igualtat de Gènere, la Delegació per a les relacions amb els països del Maghreb i la Unió Àrab, i la Delegació a l'Assemblea Parlamentària de la Unió per la Mediterrània.
Al febrer de 2020, els membres d'Equo van elegir a Marcellesi com a Co-Portaveu Federal del partit al costat d'Inés Sabanés.